# Lucía Vassallo
Lucía Vassallo (Buenos Aires,  1976) es una directora de cine argentina cuyo apellido aparece a veces escrito "Vasallo".

## Actividad profesional
Estudió en la Escuela Nacional de Experimentación y Realización Cinematográfica entre 1994 y 1998 y se licenció en Dirección de Fotógrafia ENERC. INCAA
Trabajó en  cine publicitario en Barcelona, donde estuvo radicada  diez años y luego volvió a su país. Fruto de esa experiencia fueron los mediometrajes de 29 minutos para la televisión catalana La fuerza de Iris, sobre la transformación de una joven transexual y lesbiana. y Contenedor 25, sobre su vuelta a Argentina después de estar radicada en Barcelona.
Su primer largometraje fue el documental La cárcel del fin del mundo  (2013) sobre la vinculación de la ciudad de Ushuaia con el presidio albergado en ella, al que siguió el también documental Línea 137  que tiene por título y tema la línea telefónica 137 que fue establecida durante la presidencia de Néstor Kirchner en el año 2006 para atender en cinco ciudades del país durante las 24 horas del día los 365 días del año a víctimas de violencia doméstica y conectarlos con alguno de los más 240 profesionales que integran las guardias del Programa las Víctimas Contra las Violencias. Ese mismo año se estrenó el documental  Transoceánicas que codirigió con la realizadora española Meritxell Colell Aparicio en la cual con cartas, correos electrónicos y sesiones de Skype dos amigas –una en Barcelona, la otra en Buenos Aires- tejen un puente poético con el que viajan del pasado al presente, repasando las memorias y la actualidad de los momentos, las casas y las ciudades vividas.
En el 2021, estrena Cadáver Exquisito, su primer ficción. https://vimeo.com/370945074

## Filmografía
Participó  en los siguientes filmes:
Actriz
- Transoceánicas (documental, 2020)

Cámara y departamento eléctrico
Cine publicitario en Argentina y España, numerosas producciones entre ( 1995- 2019) 
La Ouija, Barcelona 2003, largometraje de ficción.
Tesoro Mio, Argentina 1996, largometraje de ficción.
Caballo de Mar, Argentina, 2017, foquista.
Si y solo si, serie de TV, 2018, cámara.
Hay un físico en mi sopa, serie de TV, 2018, cámara.
- Labia  (fotografía adicional, 2014)
- Serrat y Sabina: el símbolo y el cuate  (documental) (cámara adicional, 2013 Argentina)
- Mamá  (asistente de video, 2013, Barcelona)
- The Floorless   (cortometraje) (asistente de cámara, 2009)
- Mamá (cortometraje) (asistente de video, 2008)
- Adiós querida luna  (asistente de video, 2004)
- Taxi, un encuentro  (asistente de cámara, 2001)

Directora
- Cadáver exquisito (ficción, 2022)
- Transoceánicas (documental, 2020)
- Línea 137  (documental, 2020)
- La cárcel del fin del mundo  (documental, 2013)

Directora de fotografía
- Transoceánicas (documental, 2020)
- Rise of the Informal City   (cortometraje documental, 2016)
- Parapolicial Negro: Apuntes para una prehistoria de la triple A  (documental, 2010)
- Desayuno con Jaques   (cortometraje, 1998)

Productora
Cadáver Exquisito ( ficción, 2021) 
- Transoceánicas (documental, 2020)
- Línea 137  (documental, 2020)
- La cárcel del fin del mundo  (documental, 2013)

Guionista
Cadáver Exquisito ( ficción, 2021) 
- La cárcel del fin del mundo  (documental, 2013)

Foto fija
- Pizza, birra, faso (1997)

## Televisión
- Días de cine   (serie)…como Entevistada

2010 Directora de La Fuerza de Iris y Contenedor 25 para la TV3, de Cataluña, Barcelona, España.
2021 Directora de la serie ¨La Casa de lxs Fernández¨ Producida por Coco Blaustein, Noemi führer y Graciela Mazza. INCAA. 

## Premios y nominaciones
La Cárcel del Mundo estreno 2013
Concurso ganador Incaa películas digitales 2010
Festival Internacional de Mar del Plata
LÍNEA 137 estreno 2019
-Cine.ar TV: 2 emisiones con más de 25.000 espectadores
-Cine.ar PLAY: 1 semana 
-Cine.ar Estrenos: 12 semanas
-Ciclo en línea "Dirigido por mujeres" - Lumiton Usina Cultural
-Ciclo Creadoras en el Canal 3 de La Pampa
-Canal Encuentro en el marco del ciclo No ficción
-Proyección Especial en el marco del Día Internacional de la Violencia contra la Mujer organizado por el Gobierno de la Ciudad de Buenos Aires
-Sala virtual Comunidad Cinéfila en el marco del ciclo "Vivas nos queremos"
-Vimeo on Demand
-Guidedoc.TV
Apoyos, Festivales & Premios: 
Instituto de Cine Argentino, ganador de MECENAZGO 2019. 
Coproducido con UNTREF Media y Mulata Films.  
ChileDoc Conecta WIP. 
Doc Montevideo Meetings. 
SANFIC NET. 
ChileConecta 2019. 
Festival de La Habana 2019.
BAFICI 2020. 
XVI Muestra Internacional de Mujeres en el Cine y la TV 2020 - FILMIN Latino-
Festival Internacional de Cine y Derechos Humanos de Uruguay 2020, ganador Competencia Internacional de Largometrajes-
Festival Internacional de Madurai 2020-
FAB, Festival de Cine de Bariloche - Mención Especial de la Competencia de Largometrajes Documentales
FESAALP, Festival de Cine Latinoamericano de La Plata
MAFICI, Festival Internacional de Cine de Puerto Madryn - Mujeres en Foco-
Ganador Primer Premio del Concurso Obra Audiovisual Documental del Fondo Nacional de las Artes.
-DocsMX-
-Docs Valencia-
Lonely Wolf Film Festival, ganador mejor documental y finalista en las categorías, mejor montaje, mejor fotografía, mejor dirección, mejor documental interactivo.
- Transoceánicas nominada al Premio Hugo de Oro a la Mejor Película.

Festival Internacional de Cine de Gijón 2020
- Transoceánicas nominada al Premio Retueyos a la Mejor Película

Premio "Postproducción Klyazev". Festival de Málaga. Work in Progress 2019
DCP DELUXE Work-in-Progress Award en PUSH PLAY Work-in-progress - FICX Industry Days - 57 FICX
Premio Universidad del Cine (FUC). Festival La mujer y el cine 2019 (Buenos Aires). Primeros trabajos en proceso de
prueba en el 19.º Festival de Cine REC
FIDBA WIP Meetings 2019
L'Alternativa. 7.º Mentoring Projects
Mención especial del jurado español en el '58th FICX (Gijón International Film Festival)'
Estreno mundial en el Nara International Film Festival 2020 (Japón)
'International Documentary Competition' en el 56th Chicago International Film Festival
International Competition 'Retueyos' y 'Tierres en Trance 'en el 58 ° FICX (Festival Internacional de Cine de Gijón)
Competencia Oficial en la
Sección Panorama 'Márgenes Film Festival' . Inauguración. Festival de Cine La Mujer y el cine.
Festival de Cine D'A. Un impulso colectivo.
Espanoramas 2021
Món Filmat 2021. Inauguración
23.º MIDBO. Muestra Internacional Documental de Bogotá. Sección "Catarsis documental"
IV Festival Graba Audiovisual Iberoamericano (Mendoza, Argentina)
XVI Memorimage. Festival Internacional de Cine de Reus. Selección oficial
Cinemaattic. Festival de Cine Catalán de Edimburgo y Glasgow
Proyección en 'Filmoteca de Andalucía' en el marco del 'Ciclo Mujeres de cine'
Cadáver Exquisito, estreno 2021
Ganador concurso ópera prima Incaa 2018
Mercados y Labs: Ventana Sur, Blood Window, FICVIÑA, Marché du Film Cannes Film Market.
Ganador Wip , Ficviña, Premio post de sonido en Yagan Film Chile. 
Festivales, Fantasporto 2020, Lisboa. Ficviña. CINEFANTASY - INTERNATIONAL FANTASTIC FILM FESTIVAL. OUTshine Film Festival